# Andrej Čadež
Andrej Čadež [andrêj čádež-], slovenski fizik in astrofizik, * 12. september 1942, Ljubljana.
Čadež je diplomiral leta 1965 na Oddelku za fiziko FNT v Ljubljani, nadaljeval študij na Univerzi Severne Karoline v Chapel Hillu (UNC) in tam leta 1971 doktoriral iz splošne teorije relativnosti z disertacijo o trku dveh črnih lukenj pod DeWittovim mentorstvom.
Napisal je več razprav iz relativnostne astrofizike in fizike v domače in tuje revije. V astronomiji se je leta 1974 izpopolnjeval na Pariškem observatoriju, kjer je raziskoval teoretične metode v numerični relativnosti in stabilne koordinatne sklopitvene pogoje, na Univerzitetnem observatoriju v Oxfordu (1976–1977) v skupini za kozmologijo, ki jo je vodil Sciama, in drugod.
Od leta 1982 je bil izredni profesor astronomije in astrofizike na FNT v Ljubljani, od leta 1986 pa redni profesor. Skrbi za razvoj Observatorija na Golovcu (AGO), katerega predstojnik je, ukvarja se tudi z eksperimentalno gravimetrijo. Med letoma 1986 in 1989 je sodeloval pri projektu Observatorija gravitacijskega valovanja z laserskim interferometrom (LIGO), kjer je raziskoval toplotni šum in mehanske značilnosti preskusnih mas, porazdelitev seizmičnega šuma v signalu gravitacijskega valovanja iz vakuumskih cevi, toplotne deformacije zrcal zaradi segrevanja. Je član Mednarodne astronomske zveze. Oktobra 2011 se je upokojil kot profesor emerit Oddelka za fiziko, FMF.

## Izbrana dela

### Knjige
- Fizika zvezd, Zbirka izbranih poglavij iz fizike; (21), Ljubljana, Oddelek za fiziko FNT // DMFA SRS, 1984 (COBISS)
- Teorija gravitacije, Matematika - fizika: zbirka univerzitetnih učbenikov in monografij, ISSN 1408-1570; (49), Ljubljana, DMFA - založništvo, 2011, ISBN 978-961-212243-0, ISSN 1408-1571 (COBISS)

### Strokovni članki
- Kuščer, Ivan; Čadež, Andrej (december 1967), »Entropy production in neutron diffusion«, Physica, 37 (1): 158–164, COBISS 1056356, doi:10.1016/0031-8914(67)90117-6{{citation}}:  Vzdrževanje CS1: samodejni prevod datuma (povezava)
- Gomboc, Andreja; Čadež, Andrej; Calvani, Massimo; Kostič, Uroš (2009), »Tidal Capture by a Black Hole and Flares in Galactic Centres«, Relativistic Astrophysics Legacy and Cosmology - Einstein's, ESO Astrophysics Symposia, arXiv:0903.0164, doi:10.1007/978-3-540-74713-0_32, pridobljeno 28. oktobra 2010
- Mohorič, Aleš; Čadež, Andrej (2016), »Gravitacijski valovi«, Obzornik za matematiko in fiziko, 63 (2): 53–63, COBISS 17754201, ISSN 0473-7466, laični povzetek (PDF) {{citation}}: Sklic uporablja opuščeni parameter |lay-url= (pomoč)  (PACS 04.30.-w)
- Mohorič, Aleš; Čadež, Andrej (2017), »Detekcija gravitacijskih valov«, Obzornik za matematiko in fiziko, 64 (3): 91–103, COBISS 18156121, ISSN 0473-7466, laični povzetek (PDF) {{citation}}: Sklic uporablja opuščeni parameter |lay-url= (pomoč)  (PACS 04.30.-w)
- Čadež, Andrej ... [et al.] (2016), What brakes the Crab pulsar?, Astronomy & Astrophysics, 587 (A99): 1-11, COBISS 842113, doi: 10.1051/0004-6361/201526490